# 正覚院 (羽生市)
正覚院（しょうがくいん）は、埼玉県羽生市にある真言宗智山派の寺院。

## 歴史
創建年代は不明である。ただ至徳年間（1384年 - 1387年）に阿宥が中興していることから、それ以前から存在していたものと推測される。天文年間（1532年 - 1555年）、第5代古河公方足利晴氏が当寺を祈願所とした。
1648年（慶安元年）、江戸幕府第3代将軍徳川家光より、寺領20石3斗の朱印状が交付されている。江戸時代は「中本寺」の寺格を有していた。

## 文化財
- 正覚院文書（羽生市指定有形文化財 昭和39年9月9日指定）[2]
- 正覚院宥珍授尊海院信（羽生市指定有形文化財 昭和56年6月29日指定）[2]

## 交通アクセス
- 羽生駅より徒歩8分。